# (10722) Monari
(10722) Monari est un astéroïde de la ceinture principale.

## Description
(10722) Monari est un astéroïde de la ceinture principale. Il fut découvert le 1er octobre 1986 à Bologne par l'observatoire San Vittore. Il présente une orbite caractérisée par un demi-grand axe de 2,34 UA, une excentricité de 0,22 et une inclinaison de 14,6° par rapport à l'écliptique.

## Compléments